# Maiken Wahlgren
Maiken Ingegerd Banner-Wahlgren, född 7 augusti 1923 i Göteborg, död 17 april 1988, var en svensk målare, tecknare och konsthantverkare. 
Hon var dotter till överkonstapeln Gustaf Banner och Agda Stålhane och från 1948 gift med journalisten Karl Åke Walles Wahlgren. Hon studerade vid fackavdelningen för dekorativ konst på Konstfackskolan i Stockholm. För att finansiera sin studier arbetade hon samtidigt extra vid en firma för glasmålning. Efter sina studier var hon huvudsakligen verksam som illustratör och medverkade med teckningar i bland annat tidskriften Utsikt och flera fackföreningstidningar. Som konstnär medverkade hon i HSB:s utställning God konst i alla hem 1955 och samlingsutställningar av provinsiell karaktär. Sporadiskt arbetade hon även med keramik och batik. Som bokillustratör illustrerade hon Lennart Palms barnbok Petronella och sin egen barnbok Många träd i skogen stå. Från 1984 till 1987 var hon ordförande i Föreningen Svenska Tecknare.
Hon är gravsatt i minneslunden på Skogskyrkogården i Stockholm.